# Zaboikî (Poceapînți), Ternopil
Zaboikî (în ucraineană Забойки) este un sat în comuna Poceapînți din raionul Ternopil, regiunea Ternopil, Ucraina.

## Demografie
Componența lingvistică a localității Zaboikî
     Ucraineană (100%)
Conform recensământului din 2001, toată populația localității Zaboikî era vorbitoare de ucraineană (100%).